# Kota Agung (Seginim)
Kota Agung is een bestuurslaag in het regentschap Bengkulu Selatan van de provincie Bengkulu, Indonesië. Kota Agung telt 462 inwoners (volkstelling 2010).